# 山阳区
山阳区是中华人民共和国河南省焦作市的一个市辖区，属于焦作市的中心城区。北依太行山与山西接壤，南临黄河，与郑州、洛阳隔河相望，是焦作全市的经济、文化、金融和商业中心。面积74平方公里，总人口約51万人。区人民政府駐人民路1969号。

## 行政区划
山阳区下辖12个街道办事处、2个镇、1个乡：
东方红街道、焦东街道、百间房街道、太行街道、艺新街道、光亚街道、定和街道、中星街道、新城街道、文昌街道、李万街道、文苑街道、阳庙镇、宁郭镇和苏家作乡。

## 人口民族
根据第七次人口普查数据，截至2020年11月1日零时，山阳區常住人口510251人。